# Robert von Klüber
Robert Emil von Klüber (Berlin, 15. rujna 1873. -  Halle an der Saale, 2. ožujka 1919.) je bio njemački potpukovnik i vojni zapovjednik. Tijekom Prvog svjetskog rata bio je načelnik stožera Armijskog odjela A i 17. armije na Zapadnom bojištu. 

## Vojna karijera
Robert von Klüber rođen je 15. rujna 1873. u Berlinu. Sin je Friedricha Karla von Klübera, inače pruskog general bojnika. U prusku vojsku stupio je kao kadet 1891. godine služeći u 15. ulanskoj pukovniji. U kolovozu 1892. promaknut je u čin poručnika, nakon čega pohađa Prusku vojnu akademiju. Godine 1910. unaprijeđen je u satnika, te zapovijeda satnijom u 3. gardijskoj ulanskoj pukovniji. U listopadu 1912. promaknut je u bojnika, te služi u Glavnom stožeru. Godine 1913. postaje vojni ataše u i to najprije u veleposlanstvu u Bruxellesu, te potom u Haagu i Parizu.

## Prvi svjetski rat
Na početku Prvog svjetskog rata Klüber je vraćen u domovinu, te kratko tijekom kolovoza 1914. služi u stožeru 4. konjičke divizije. Početkom rujna premješten je u stožer XI. korpusa gdje služi do lipnja 1915. kada postaje načelnikom stožera IX. korpusa kojim je zapovijedao Ferdinand von Quast. Navedeni korpus je držao položaje na rijeci Aisnei, da bi nakon toga bio premješten najprije u Champagnu, te potom na Sommu gdje Klüber sudjeluje u Bitci na Sommi.

U prosincu 1916. Klüber postaje načelnikom stožera Armijskog odjela A kojim je tada zapovijedao Karl Ludwig d'Elsa. Navedenu dužnost obnaša do travnja 1917. kada postaje načelnikom stožera 1. armije pod zapovjedništvom Fritza von Belowa. Za uspješno vođenje operacija Klüber je 14. lipnja 1917. odlikovan ordenom Pour le Mérite. U lipnju 1918. ponovno se vraća na mjesto načelnika stožera Armijskog odjela A koju dužnost obnaša sve do listopada 1918. kada postaje načelnikom stožera 17. armije pod zapovjedništvom Brune von Mudre.

## Poslije rata
Nakon završetka rata Klüber obnaša dužnost časnika za vezu između pruskog ministarstva rata i republikanske vlade. U tom svojstvu upućen je u Halle kako bi utvrdio stanje u gradu u kojem su vladali nemiri. Klüber je 2. ožujka 1919. ušao u grad u civilnoj odjeći kako bi izvidio kakvo je stanje u gradu, ali je prepoznat te izveden pred prijeki sud. Predan je rulji, ustrijeljen, te bačen u rijeku Saale. Iako teško ranjen, uspio se izvući na obalu rijeke. Ponovno je izudaran kundakom, te potom ustrijeljen i bačen u rijeku. Pokopan je na berlinskom groblju Invalidenfriedhof. 

## Vanjske poveznice
(eng.) Robert von Klüber na stranici Prussianmachine.com

(njem.) Robert von Klüber na stranici Bundesarchiv.de